# Bereście
Bereście (869 m) – całkowicie porośnięty lasem szczyt w północno-wschodniej części Gór Leluchowskich, które w polskiej regionalizacji fizycznogeograficznej według Jerzego Kondrackiego zaliczone zostały do Beskidu Sądeckiego, w nowszej regionalizacji z 2018 r. wraz z Górami Lubowelskimi do Pogórza Popradzkiego. Wraz z pobliskim szczytem Wysokie Bereście (894 m) tworzą samotny masyw nie łączący się z innymi wzniesieniami Gór Leluchowskich. Od południowej i zachodniej strony masyw ten oddzielony jest od nich doliną potoku Pusta, od północnej doliną jego dopływu (jest to tzw. Borsucza Dolina). Od wschodu z Wysokiego Bereścia opada kilka niskich i lesistych grzbietów tworzących wschodnie podnóże Gór Leluchowskich. Pomiędzy tymi grzbietami spływa Zimny Potok i potok Szczawnik. 
Przez masyw Bereścia nie biegnie żaden znakowany szlak turystyczny, jest jednak kilka nieznakowanych ścieżek. Grzbietem Bereścia biegnie granica między miejscowościami Tylicz w gminie Krynica-Zdrój i Wojkowa w gminie Muszyna w województwie małopolskim, w powiecie nowosądeckim,. 